# Kick IIIII
Kick IIIII (estilizado como kiCK iiiii) es el octavo álbum de estudio de la productora discográfica y cantante venezolana Arca. El álbum fue lanzado por sorpresa el 3 de diciembre de 2021 como la quinta y última entrada del quinteto Kick. El álbum fue lanzado sin sencillos ni anuncio previo.

## Antecedentes
Tras el lanzamiento de Kick I, surgió la noticia de que Arca lanzaría tres álbumes más de Kick para hacer una tetralogía. En una entrevista, afirmó: «Habrá cuatro volúmenes. El tercero es un poco más introvertido que Kick I, un poco más como mi álbum homónimo, supongo. El cuarto es solo piano, sin voces. En este momento, el menos definido, extrañamente, es el tercero. Todo se está gestando ahora mismo [...] Cada Kick existe en una especie de estado cuántico hasta el día en que lo envío a masterizar. Intento no comprometerme hasta que tengo que hacerlo. Pero tengo una visión para ello. El segundo tiene mucho ritmo, manipulación vocal, manía y locura».
Kick IIIII terminaría siendo similar a la descripción previa de Arca de la cuarta entrega, centrándose completamente en piezas ambientales más tranquilas, centradas principalmente en el piano, las cuerdas pulsadas y los pads giratorios. El compositor japonés Ryuichi Sakamoto hace una aparición vocal invitada en «Sanctuary».

## Recepción de la crítica
En el sitio de agregación de reseñas Metacritic, Kick IIIII recibió una puntuación de 77 sobre 100, basada en reseñas de 13 críticos, lo que indica «críticas generalmente favorables». Philip Sherburne de Pitchfork encontraría el álbum como «el más discreto» de la serie Kick, comparándolo con «un huevo de Pascua en un videojuego: una canasta brillante de joyas recolectadas de las grietas de las obras más imponentes y monumentales de Arca». Alexis Petridis de The Guardian llamó al álbum una versión inspirada en Aphex Twin de la música ambiental, afirmando que sus «momentos de felicidad dichosa» pudieron «coexistir con la inquietud».
En un artículo para NME, El Hunt opinó que Kick IIIII era la entrega «más serpenteante» de Kick, centrada «en crear una atmósfera y vivir en ella», mientras que Safiya Hopfe de Exclaim! comentó que la obra «significa nuestro aterrizaje en un planeta donde la paz es posible» en el contexto de la serie. Max Freedman de The A.V. Club dio una opinión más variada, afirmando que era «similar al día después de una tormenta de nieve: tiene algo de belleza, pero lo que más destaca son los antiestéticos montones de hielo que se cuajan cerca de las aceras».

## Lista de canciones
Todas las canciones escritas y compuestas por Arca, excepto «Fireprayer», escrita por Arca y Sia. 
| N.º | Título                                   | Productor(es) | Duración |  |
| 1.  | «In the Face»                            |               | 0:46     |  |
| 2.  | «Pu»                                     |               | 2:35     |  |
| 3.  | «Chiquito»                               |               | 3:07     |  |
| 4.  | «Estrogen»                               |               | 2:43     |  |
| 5.  | «Ether»                                  |               | 4:04     |  |
| 6.  | «Amrep»                                  |               | 2:55     |  |
| 7.  | «Sanctuary» (featuring Ryuichi Sakamoto) |               | 3:08     |  |
| 8.  | «Tierno»                                 |               | 3:44     |  |
| 9.  | «Músculos»                               |               | 5:21     |  |
| 10. | «La Infinita»                            |               | 4:49     |  |
| 11. | «Fireprayer»                             |               | 3:54     |  |
| 12. | «Crown»                                  |               | 4:37     |  |

Notas
- «Sanctuary» contiene samples de temas anteriores de Arca como «Ave María», «Gestación» y «La Exorcista», e interpolaciones de temas anteriores de Arca como «Construct», «Diva» y «Alien Inside».
- «Fireprayer» contiene samples de «Fire Meet Gasoline» (2014), escrita por Sia Furler, Samuel Dixon y Greg Kurstin e interpretada por Sia.